# Pavel Pabst
Pour les articles homonymes, voir Pabst.
Pavel Avgoustovitch Pabst (en russe : Павел Августович Пабст) est un pianiste russe d’origine allemande né le 27 mai 1854 à Königsberg et mort le 9 juin 1897 à Moscou.

## Biographie
De son vrai nom Christian Georg Paul Pabst, il naît dans une famille de musiciens : sa mère, Pauline Condee est chanteuse et son père, August Pabst (1811―1885), compositeur, violoniste, pianiste et chef d'orchestre ; son frère Louis (1846―1921) est aussi pianiste, élève d'Anton Rubinstein ; il fonde l’Académie musicale de Melbourne et est le premier professeur de Percy Grainger de 1892 à 1894.
Paul Pabst, dès ses cinq ans, apprend la musique sous la direction de son père, ; puis en 1869 et 1870, à l’Académie de musique de Vienne avec Anton Door. 
Dès 1875 il enseigne à Riga, et en 1878 il vient en Russie où il reste jusqu’à sa mort, son prénom Paul étant russifié en Pavel. Il devient professeur de piano au Conservatoire de Moscou dès 1878 et devient professeur en 1881, parmi ses élèves ― Constantin Igoumnov, Alexandre Goldenweiser, Alexandre Goedicke, Nikolaï Medtner, Léon Conus et d’autres pianistes. En 1892, il est fait sujet russe.
Il est également connu comme pianiste et se rend célèbre par ses interprétations des œuvres de Robert Schumann et de Franz Liszt. Son répertoire comporte aussi ses propres compositions, dont les plus célèbres sont des fantaisies sur le thème des opéras de Tchaïkovski : Eugène Onéguine, La Dame de pique et Mazeppa, ou de La Belle au bois dormant. Il est l'un des seuls pianistes mort avant 1900 à enregistrer sur rouleaux. Parmi ses autres œuvres, il faut citer le trio avec piano et le concerto pour piano et orchestre en mi bémol majeur (1883), dédicacé à Anton Door.
Pavel Pabst est un ami de Tchaïkovski, qui disait de lui qu'il était « un pianiste béni de Dieu ». Il participe à la création de son Premier concerto en corrigeant la partie du piano. Tchaïkovski lui dédie sa Polonaise de concert, op. 72 nº 12 et Sergueï Rachmaninov ― Sept morceaux pour piano, op. 10.
Pabst est enterré au cimetière allemand de Moscou.